# Ripsa församling
Ripsa församling var en församling i Strängnäs stift och i Nyköpings kommun i Södermanlands län. Församlingen uppgick 1995 i Råby-Ripsa församling.

## Administrativ historik
Församlingen har medeltida ursprung.
Församlingen var till 1 maj 1934 moderförsamling i pastoratet Ripsa och Lid för att därefter till 1962 vara annexförsamling i pastoratet Runtuna, Ripsa och Lid. Från 1962 till 1992 var den annexförsamling i pastoratet Runtuna, Ripsa, Lid, Ludgo, Spelvik och Råby-Rönö och från 1992 till 1995 annexförsamling i pastoratet Runtuna, Ripsa, Lid, Ludgo-Spelvik och Råby-Rönö. Församlingen uppgick 1995 i Råby-Ripsa församling.

## Kyrkoherdar
| Ämbetstid | Namn                   | Levnadstid | Övrigt |
| --------- | ---------------------- | ---------- | ------ |
| 1744–1765 | Johan Christian Strand | 1710–1765  |        |

## Kyrkor
- Ripsa kyrka